# Cayo Sergio Orata
Cayo Sergio Orata (en latín CAIUS·SERGIUS·AURATA; c. siglo I a. C.) fue un ingeniero romano al que se conoce por ser el inventor del hypocaustum, sistema de calefacción que permitió la difusión de las famosas termas romanas por todo el Mediterráneo.

## Biografía

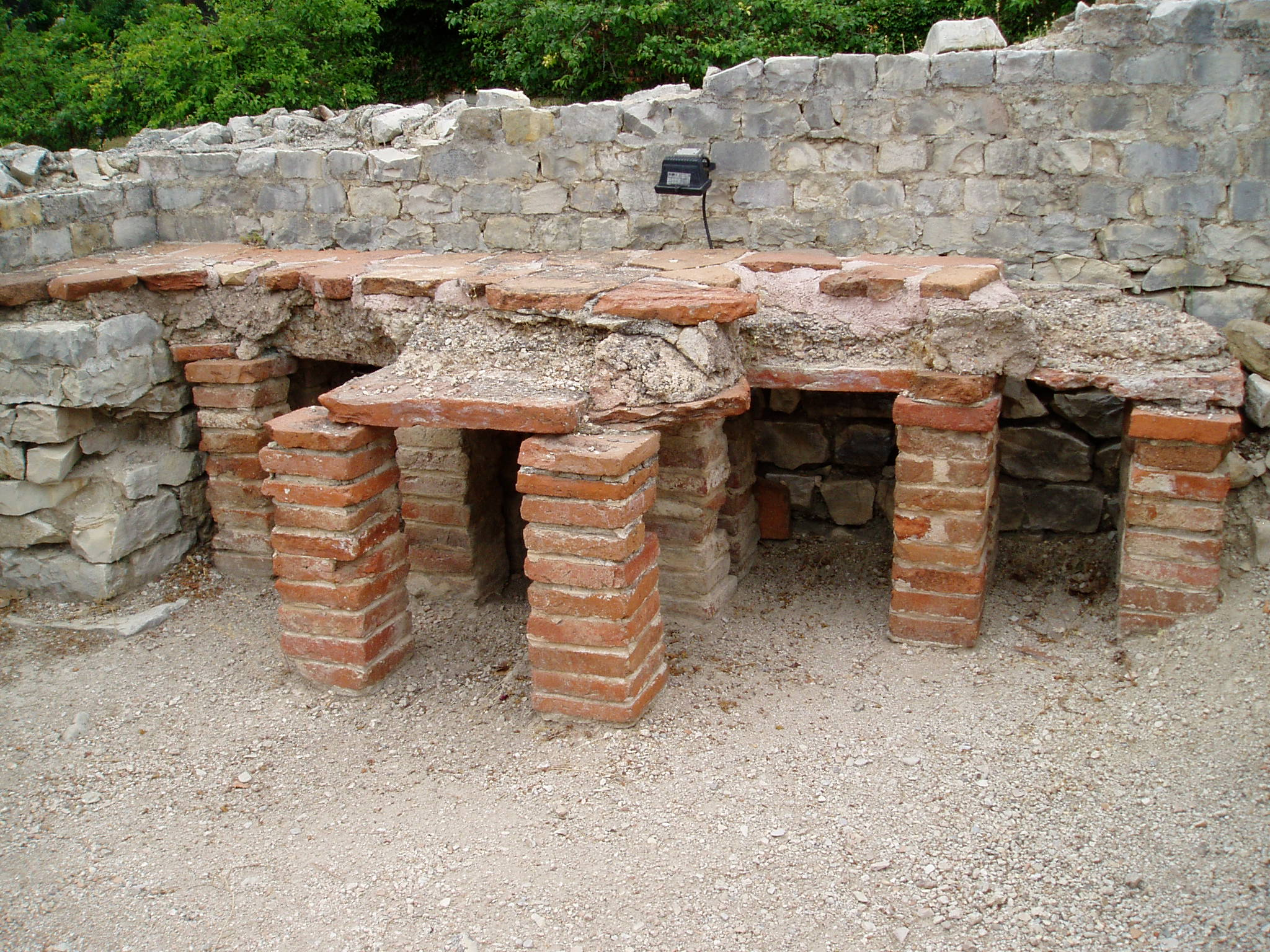
Detalle del hypocaustum de las termas de Vaison-la-Romaine, Francia. El invento de Orata se extendió muy pronto por Italia, primero, y por todo el imperio, después.

Natural de Campania, este emprendedor ingeniero supo ver las consecuencias de la intensa expansión inmobiliaria provocada por la aristocracia romana en las costas de Pozzuoli. Por aquella época, antes de la denominada guerra Social, la última moda de la alta sociedad romana era poseer un insaciable apetito por el marisco, cosa que Orata aprovechó desarrollando el cultivo de ostras a una escala sin precedentes, construyendo para ello presas para regular las mareas y bóvedas elevadas sobre el lago Lucrino, que promocionó como el lugar donde crecían las ostras más ricas del mundo. Tanto éxito tuvieron sus ostras que se difundió el rumor de que Orata podía hacer crecer ostras hasta en el techo de su casa.
Después de este éxito, Orata encaminó sus investigaciones hacia un invento más lucrativo: la piscina con calefacción. Su invento, llamado hypocaustum (hipocausto), consistía en un horno construido en el exterior del edificio donde se quemaba leña. El aire caliente producido se llevaba por canalizaciones situadas bajo el suelo, cuyas baldosas se sustentaban sobre pilas de ladrillos. La altura del espacio vacío por el que circulaba el aire era de unos 40 a 60 cm. Se calcula que la temperatura obtenida en las viviendas no pasaba de los 30 grados.
En las termas, para obtener un calor más intenso, se integraban además en los muros tubos de barro cocido (tubuli), que daban salida al humo del horno y al aire caliente que circulaba en el hipocausto.
Las propiedades curativas y relajantes del invento ayudaron a Orata a comercializarlo con tanto éxito que muy pronto ninguna mansión se consideraba completa a menos que tuviera instalado una de las piscinas de Orata, quien compraba las villas, construía las piscinas y luego las revendía por un precio infinitamente más alto. Toda esa especulación hizo de la bahía de Nápoles el sinónimo de elegancia y chic.
Poco se sabe, sin embargo, de la vida de Orata. Nació hacia el último cuarto del siglo II a. C. y, según Columela, el sobrenombre Orata (AURATA en latín) provenía de su afición a criar peces llamados auratas, nuestras doradas. Se sabe también que pudo haber tenido un litigio contra Marco Mario Gratidiano, este último defendido por Cicerón. Se desconoce la fecha de su muerte.